# 드미트리 다신스키
드미트리 블라디미로비치 다신스키(벨라루스어: Дзмітрый Уладзіміравіч Дашчынскі 즈미트리 울라지미라비치 다신스키, 러시아어: Дми́трий Влади́мирович Дащи́нский, 1977년 11월 9일~)는 벨라루스의 은퇴한 프리스타일 스키 선수로 주 종목은 에어리얼이다. 올림픽에 5회 참가했고 1998년 동계 올림픽에서 남자 에어리얼 부문 동메달을 획득했으며 2006년 동계 올림픽에서 남자 에어리얼 부문 은메달을 획득했다. 또한 세계 선수권 대회에서 은메달 2개를 획득했다.